# Stade Flórián Albert
Le stade Flórián Albert (en hongrois : Albert Flórián Stadion et anciennement Stade de l'Üllői út) est un stade de football situé à Budapest (Hongrie) dont le club résident est Ferencváros TC. Le stade d'une capacité de 18 100 places est en ce moment rénové pour pouvoir accueillir 25 000 spectateurs en 2011. Son nom, changé en 2007, est un hommage au footballeur hongrois Flórián Albert, grand joueur du club dans les années 1960 (ballon d'or 1967).
Ce site est desservi par la station Népliget :  .

## Histoire

### Rénovation
À la suite du rachat du club de Ferencváros TC par l'investisseur anglais Kevin McCabe, ce dernier s'est engagé à rénover le stade à la hauteur de 8,45 millions de livres sterling pour permettre au stade de répondre aux exigences de la FIFA et de l'UEFA d'ici 2011.
Finalement, il a été décidé de la construction d'un nouveau stade. Le 24 mars 2013 s'est joué le dernier match du Ferencvaros au stade Flórián Albert.